# Camponotus corallinus
Camponotus corallinus är en myrart som först beskrevs av Julius Roger 1863.  Camponotus corallinus ingår i släktet hästmyror, och familjen myror. Inga underarter finns listade.